# Luis Enrique (chanteur)
Pour les articles homonymes, voir Luis Enrique.
Luis Enrique Mejía López, né le 2 septembre 1962, est un chanteur et compositeur de salsa nicaraguayen.

## Carrière
Il a commencé sa carrière dans les années 1980 mais c'est dans les années 1990 qu'il devient très populaire, recevant même le surnom d'"El Principe de la Salsa" (Le prince de la salsa). Il a été l'un des pionniers de la salsa romantica dans les années 1980. Parmi ses récompenses, il a reçu un Grammy Award de la meilleure performance de musique tropicale/latine pour son album Luces del Alma et sa chanson  Amiga. 
Il a fait partie du groupe de salsa romantica Sensation 85, dans lequel jouaient aussi La Palabra et Nestor Torres. 
En 2004, il a présenté Objetivo Fama, la "Star Academy portoricaine".
En 2009, son album Ciclos a été nommé pour plusieurs Latin Grammy Awards, et il a remporté celui de meilleur album de musique tropicale.

## Discographie
- Amor de Media Noche (1987)
- Amor y Alegria (1988)
- Mi mundo (1989)
- Luces del Alma (1990)
- Los Principes de la Salsa (1990) (Compilation)
- Una historia diferente (1991)
- Dilema (1993)
- Brillante (1994) (Compilation)
- Luis Enrique (1994)
- Genesis (1996)
- Amiga (1999) (Compilation)
- Timbalaye (1999)
- Evolución (2000)
- Transparente (2002)
- Participation à l'album-hommage à Celia Cruz : ¡Azúcar! (titre "Que Bueno Baila Usted") (2003)
- Dentro Y Fuera (2007)
- Ciclos (2009)
- Soy y Sere (2011)